# Ratko Dmitrović
Radomir „Ratko” Dmitrović, cyr. Радомир „Ратко” Дмитровић (ur. 1958 w Komogovinie) – serbski dziennikarz, publicysta i polityk, parlamentarzysta, w latach 2020–2022 minister rodziny i demografii.

## Życiorys
Studiował prawo i dziennikarstwo na uczelniach w Belgradzie i Zagrzebiu. Zawodowo zajął się dziennikarstwem. Był zagrzebskim korespondentem gazety „Politika” oraz tygodnika „NIN”. Założył tygodnik „Argument”, w którym pełnił funkcję redaktora naczelnego. Zajmował stanowisko doradcy wicepremiera Nebojšy Čovicia. W latach 2013–2017 był dyrektorem generalnym przedsiębiorstwa Novosti i redaktorem naczelnym dziennika „Večernje novosti”. Założył stację telewizyjną Ras, prowadził w niej program A šta vi mislite. Opublikował m.in. powieść Beležnica profesora Miškovića.
Zaangażował się w działalność polityczną, podejmując współpracę z Sojuszem Patriotycznym Serbii Aleksandara Šapicia. W 2020 z ramienia tego ugrupowania uzyskał mandat posła do Zgromadzenia Narodowego. W październiku tego samego roku został ministrem rodziny i demografii w powstałym wówczas drugim rządzie Any Brnabić. W 2021 razem z innymi działaczami rozwiązanego ugrupowania SPAS dołączył do Serbskiej Partii Postępowej. W październiku 2022 zakończył pełnienie funkcji rządowej.